# C/1945 L1 du Toit
C/1945 L1 du Toit è una cometa non periodica scoperta l'11 giugno 1945 dall'astronomo sudafricano Daniel du Toit : l'unica sua particolarità è di avere un'orbita retrograda.